# Henning Schröer
Henning Schröer (* 2. Mai 1931 in Berlin; † 7. Februar 2002 in Bonn) war ein deutscher evangelischer Theologe und 1971 bis 1996 Professor für Praktische Theologie an der Rheinischen Friedrich-Wilhelms-Universität Bonn.

## Leben
Henning Schröer studierte von 1952 bis 1957 in Berlin (Kirchliche Hochschule), Göttingen und Heidelberg. 1957 promovierte er in Heidelberg bei Edmund Schlink mit einer systematisch-theologischen Arbeit über Die Denkform der Paradoxalität als theologisches Problem. Von 1957 bis 1959 folgte das Vikariat in der Deutschen Lutherischen Gemeinde in Kopenhagen, 1959 die Ordination in Kiel. 1959 bis 1960 war Schröer Dozent am Predigerseminar in Preetz, 1960 bis 1966 Hauptpastor der Deutschen Ev. Gemeinde St. Petri in Kopenhagen, 1967 bis 1968 Religionslehrer an Gymnasien in Eberbach und Heidelberg. 1968 habilitierte er sich für Praktische Theologie in Heidelberg mit einer Arbeit über Wesen und Methode der Predigtmeditation. 1968 bis 1971 war er Hochschuldozent für Praktische Theologie in Heidelberg. Von 1971 bis zu seiner Emeritierung 1996 war er Professor für Praktische Theologie an der Evangelisch-Theologischen Fakultät der Rheinischen Friedrich-Wilhelms-Universität Bonn.
Sein besonderes Interesse galt der Hermeneutik und Ästhetik sowie deren Bedeutung für die Theologie. So war er von 1977 bis 1996 Direktor des Bonner Instituts für Hermeneutik, das in Erinnerung daran zusammen mit dem CMZ-Verlag Rheinbach und der VELKD Hannover den „Henning-Schröer-Förderpreis für verständliche Theologie“ vergibt. Die bisherigen Preisträger sind Ulrike Bail, Alexander Dietz und Michaela Albrecht-Zenk, geb. Albrecht.
Zu seinen Schülern gehören Günter Ruddat, Harald Schroeter-Wittke und Gotthard Fermor.

## Werke
- Die Denkform der Paradoxalität als theologisches Problem. Eine Untersuchung zu Kierkegaard und der neueren Theologie als Beitrag zur theologischen Logik. Vandenhoeck & Ruprecht, Göttingen 1960.
- Wesen und Methode der Predigtmeditation. Ein praktisch-theologischer Beitrag zu einer applikativen Hermeneutik. Maschinengeschriebene Habilitationsschrift, Heidelberg 1967.
- Unser Glaubensbekenntnis heute. Versuch einer theologischen Bilanz. Furche, Hamburg 1971, ISBN 3-7730-0041-3.
- Moderne deutsche Literatur in Predigt und Religionsunterricht. Überlegungen zur Wahrnehmung heilsamer Provokation. Quelle und Mayer, Heidelberg 1972, ISBN 3-494-00701-2.
- In Memoriam Gerhard Krause. Rede gehalten am 1. Juni 1983 bei der Gedenkfeier der Rheinischen Friedrich-Wilhelms-Universität Bonn (= Alma Mater. Beiträge zur Geschichte der Universität Bonn 55). Bouvier, Bonn 1984, ISBN 3-416-09150-7.
- Von Comenius zur Postmoderne im Horizont der Pansophie (= WechselWirkungen 42). Spenner, Waltrop 2002, ISBN 3-933688-69-8.
- In der Verantwortung gelebten Glaubens. Praktische Theologie zwischen Wissenschaft und Lebenskunst (= Praktische Theologie heute. PThe 38). Kohlhammer, Stuttgart u. a. 2003, ISBN 3-17-015575-X (mit einer ausführlichen Bibliographie des über 600 Titel umfassenden Werkes Schröers).